# 本町 (津山市)
本町（ほんまち）は岡山県津山市にある地名。二丁目と三丁目が存在する一方で、一丁目はない。郵便番号は708-0073。

## 地理
本町三丁目は奴通り（岡山県道68号津山加茂線上）の東隣に位置し、その東隣、美濃町の南に本町二丁目が位置する。本町二丁目の東には元魚町（旧・一丁目→ 魚町→古魚町）が位置する。本来は二丁目、三丁目という独立した町で、現在は本町全体でひとつの郵便番号が当てられる。人口の統計などではそれぞれ別個に人口がカウントされている。

## 歴史

### 沿革
- 1889年6月1日 - 町村制施行により、津山城下町の二丁目、三丁目他、宮川以西の町が合併して西北条郡津山町となる。
- 1900年4月1日 - 津山町が東南条郡津山東町を編入するとともに、西北条郡が西西条郡、東南条郡、東北条郡と合併し、苫田郡津山町となる。
- 1923年4月1日 - 苫田郡林田村が町制・改称、津山東町となる。
- 1929年2月11日 - 津山町が周辺の町村と合併し、市制施行し、津山市となる。
- 1952年 - 二丁目、三丁目が本町二丁目、本町三丁目と改称。

## 世帯数と人口
2021年（令和3年）1月1日現在の世帯数と人口は以下の通りである。
| 町丁       | 世帯数 | 人口 |
| ---------- | ------ | ---- |
| 本町二丁目 | 13世帯 | 18人 |
| 本町三丁目 | 20世帯 | 46人 |
| 計         | 33世帯 | 64人 |

## 小・中学校の学区
市立小・中学校に通う場合、学区は以下の通りとなる。
| 番地 | 小学校           | 中学校             |
| ---- | ---------------- | ------------------ |
| 全域 | 津山市立北小学校 | 津山市立鶴山中学校 |

## 交通

### 道路
- 岡山県道68号津山加茂線

## 施設
本町二丁目
- 柿木書店本店
- 多美屋

本町三丁目
- 日本堂時計眼鏡店
- 岸三省堂